# 三河城
三河城，位于中国广东省梅州市大埔县三河汇城，为梅州市大埔县的一个县级文物保护单位，类型为古建筑，公布时间为1985年4月。
三河城的历史年代为明代。